# Avannaata
Avannaata est une commune groenlandaise, créée en 2018, dont le chef-lieu est Ilulissat.

## Géographie

### Situation
Localisée au nord-ouest du Groenland, la commune possède un vaste territoire de forme allongée orienté nord-sud bordé à l'ouest par la baie de Baffin et qui se poursuit au nord jusqu'au détroit de Nares qui la sépare de l'île canadienne d'Ellesmere. Son point culminant est le mont Agpartut qui s'élève à 1 922 m.
Elle est limitrophe des communes de Qeqertalik au sud et de Sermersooq au sud-est. Enfin, à l'est et au nord-est, elle est bordée par le parc national du Nord-Est du Groenland. La base spatiale de Pituffik est enclavée dans son territoire.

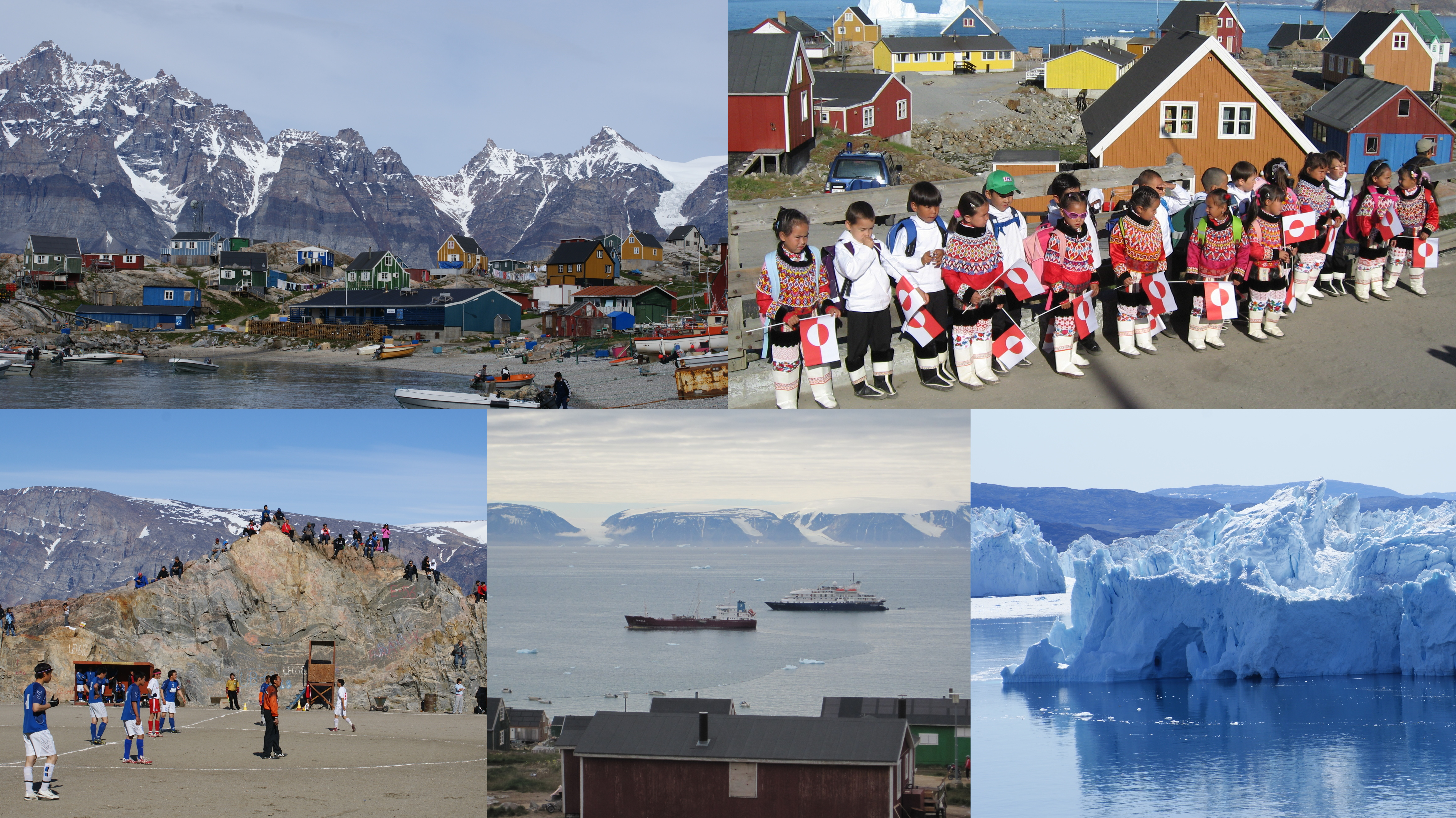
Dans le sens des aiguilles d'une montre à partir du haut à gauche : Ukkusissat, Upernavik, Ilulissat Icefjord, Qaanaaq, Uummannaq

### Localités
Elle comprend Ilulissat, Qaanaaq, Upernavik et Uummannaq, ainsi que les îles Littleton.

## Historique
La commune est créée le 1er janvier 2018 par la division de l'ancienne commune de Qaasuitsup.

## Politique et administration
La commune est dirigée par un conseil de quinze membres, élus pour un mandat de quatre ans. Les dernières élections ont eu lieu le 6 avril 2021.
| Période | Période  | Identité          | Étiquette | Qualité |
| ------- | -------- | ----------------- | --------- | ------- |
| 2017    | en cours | Palle Jeremiassen | S         |         |